# Эмилия Лепида (жена Друза Цезаря)
Эмилия Лепида (лат. Aemilia Lepida), (ок. 9 — 36) — дочь консула Марка Эмилия Лепида, жена Друза Юлия Цезаря.
Эмилия Лепида была из патрицианского рода Эмилиев, относящегося к высшим родам римского общества, ветви Лепидов. Отцом её был Марк Эмилий Лепид. Его жена неизвестна. В браке у них было трое детей — Эмилия Лепида, Марк Эмилий Лепид и Павла Эмилия. По женской линии их прабабкой была вторая жена Августа, Скрибония Либона.
Около 25 года Лепида вышла замуж за сына Германика и внучатого племянника Тиберия, Друза Юлия Цезаря. Брак был неудачным, Лепида «преследовала мужа постоянными обвинениями». В 30 году, по наущению Сеяна, выдвинула против мужа ряд обвинений, послуживших поводом к заключению Друза в тюрьму, где его уморили голодом в 33 году.
В 36 году Лепиду обвинили в любовной связи с чужим рабом, что для римлянки каралось смертью. В виду неопровержимости доказательств Эмилия Лепида, чтобы избежать позора, покончила с собой.